# Савина, Анастасия Сергеевна
Анастасия Сергеевна Савина (18 марта 1992, Москва) — французская, ранее российская шахматистка, международный мастер (2011), гроссмейстер (2010) среди женщин, тренер.

## Шахматные достижения
- Чемпионка России до 14 лет (2006).
- Чемпионка России до 18 лет (2009).
- Чемпионка России до 20 лет (2011).
- В составе 2-й сборной России участница 39-й Олимпиады (2010) в Ханты-Мансийске.

## Изменения рейтинга
| Графики недоступны из-за технических проблем. См. информацию на Фабрикаторе и на mediawiki.org. |